# Makovica (geomorfologický podcelek)
Makovica je geomorfologický podcelek Slanských vrchů. Nejvyšší vrch podcelku je Makovica.

## Polohopis
Podcelek zabírá severnější polovinu střední části pohoří a na severu sousedí s podcelkem Šimonka, jižním směrem pokračují Slanské vrchy podcelkem Mošník. Na západě území klesá do Toryské pahorkatiny, patřící do Košické kotliny, východní okraj podcelku lemuje Podslanská pahorkatina, podcelek Východoslovenské pahorkatiny. 

## Členění
Podcelek se dělí na dvě části:
- Banské predhorie
- Banská kotlina

## Významné vrcholy
- Makovica - nejvyšší vrch podcelku (981 m n. m.)
- Menší vrch (950 m n. m.)
- Črchlina (899 m n. m.)

## Chráněná území
- Malé brdo - přírodní rezervace
- Rankovské skaly - přírodní rezervace
- Skaly pod Pariakovou - přírodní památka [2]